# Myer Prinstein
Myer Prinstein, també escrit Meyer Prinstein i nascut com a Mejer Prinsztejn, (Szczuczyn, Imperi Rus 1878 - Nova York, Estats Units 1925) fou un atleta nord-americà, que destacà a la dècada del 1900 en triple salt i salt de llargada. És l'únic atleta olímpic de pista que ha guanyat tant el triple com el salt de llargada en els mateixos Jocs Olímpics.

## Biografia
Va néixer el 22 de desembre de 1878 a la ciutat de Szczuczyn, població situada en aquell moment a l'Imperi Rus i que avui dia forma part de Polònia, en una família d'origen jueu. L'any 1883 la família va emigrar a la ciutat de Nova York (Estats Units), i posteriorment s'establiren a Syracuse.

## Carrera esportiva
Membre de l'equip atlètic de la Universitat de Syracuse, on es va graduar en dret el 1902, va participar, als 21 anys, en els Jocs Olímpics d'Estiu de 1900 realitzats a París (França), on va aconseguir guanyar la medalla d'or en la prova del triple salt, batent el nord-americà James Connolly, i establint un nou rècord olímpic amb un salt de 14.47 metres. Així mateix participà en la prova de salt de llargada, on va aconseguir guanyar la medalla de plata. En aquesta prova, però, hi hagué polèmica, ja que durant les proves de qualificació (que eren vàlides per a la final) Myer anà per davant de la classificació en tot moment, però en disputar-se la final en diumenge, la direcció de la Universitat de Syracuse no el deixà participar i Alvin Kraenzlein aconseguí superar la marca de Myer per un centímetre (7.185 metres).
En els Jocs Olímpics d'Estiu de 1904 realitzats a Saint Louis (Estats Units) va aconseguir revalidar la seva medalla d'or en triple salt i guanyar el títol en salt de llargada, establint un nou rècord olímpic amb un salt de 7.34 metres. Així mateix va participar en les proves dels 60 metres llisos i 400 metres llisos, on fou cinquè, i en els 100 metres llisos, on fou eliminat en primera ronda.
Va participar en els Jocs Olímpics d'Estiu de 1906 realitzats a Atenes (Grècia), els anomenats Jocs Intercalats i no reconeguts oficialment pel Comitè Olímpic Internacional (COI), on va guanyar la medalla d'or en la prova del salt de llargada i fou onzè en el triple salt. També participà en la prova dels 100 metres llisos, on fou eliminat novament en primera ronda.
L'11 de gener de 1898 va batre el rècord del món de salt de llargada a Nova York amb un salt de 7.235 metres, sent vigent fins al juny del mateix any. El 28 d'abril de 1900 tornà a batre el rècord del món, establint-lo en 7.50 metres, en una prova atlètica a Filadèlfia, una marca que fou superada el 29 d'agost del mateix any per l'irlandès Peter O'Connor (7.61 metres).